# Солодков, Николай Иванович
Николай Иванович Солодков (1923—1985) — участник Великой Отечественной войны. Герой Советского Союза (1943). Командир отделения 529-го стрелкового полка 163-й стрелковой дивизии 38-й армии Воронежского фронта. Ефрейтор.

## Биография
Родился 6 декабря 1923 года на хуторе Сулацкой Нижне-Чирского округа Царицынской губернии (ныне — город Суровикино Волгоградской области) в крестьянской семье. Русский. Образование 8 классов. После школы работал трактористом на машинно-тракторной станции.
В ряды Красной Армии призван 27 сентября 1941 года. Воевал на Северо-Западном, затем Сталинградском фронтах десантником мотострелковой бригады. Был ранен. Из госпиталя в мае 1943 года был направлен в расположение 529-го стрелкового полка 163-й стрелковой дивизии 38-й армии Воронежского фронта, в составе которой принимал участие в боях на Курской дуге, освобождал города Сумы, Ромны, Прилуки. Особо отличился при форсировании Днепра. В конце сентября 1943 года 529-й стрелковый полк вышел к Днепру на южной окраине Киева. В ночь на 1 октября группа разведчиков под командованием ефрейтора Н. И. Солодкова была направлена на правый берег реки с приказом взять «языка». Захваченный разведгруппой немецкий обер-лейтенант потом дал ценные сведения. На рассвете 1 октября 1943 года отделение Н. И. Солодкова в числе первых форсировало Днепр, смелым маневром вышло в тыл противника и выбило немцев с занимаемых позиций. Он лично уничтожил семь вражеских солдат. 29 октября 1943 года ефрейтору Н. И. Солодкову было присвоено звание Героя Советского Союза.
Был ранен. После лечения служил помощником командира 234-го фронтового взвода запасного стрелкового полка.
С января по апрель 1945 года был курсантом 2-го Харьковского училища самоходной артиллерии.
8 октября 1945 года демобилизован. Жил в Якутске. В 1947 году вступил в члены ВКП(б). Работал членом партбюро обкома комсомола, избирался депутатом Якутского городского Совета. В 1951 году окончил партийную школу при Якутском обкоме ВКП(б).
В 1953 году с женой, дочерью и сыном переехал в Свердловскую область. С 1956 года в органах внутренних дел. Служил инструктором, заместителем начальника по политическо-воспитательной работе в исправительных учреждениях Свердловской области. В 1966 году окончил Новосибирскую специальную среднюю школу милиции Министерства охраны общественного порядка РСФСР.
В 1971—1974 годах являлся начальником исправительно-трудовой колонии ИТК-12. С января 1974 по сентябрь 1982 года занимал должность начальника исправительно-трудовой колонии № 23 в посёлке Сосьва Свердловской области.
В сентябре 1982 года вышел в отставку в звании полковника внутренней службы. Жил в городе Свердловске.
Умер 28 июня 1985 года. Похоронен на Широкореченском кладбище в Екатеринбурге.

## Награды и звания
- Медаль «Золотая Звезда»;
- орден Ленина;
- орден Отечественной войны II степени (06.04.1985)[2];
- Орден Красной Звезды (18.07.1943[3], 05.11.1954);
- Медаль «За боевые заслуги» (19.11.1951);
- Медаль «За оборону Сталинграда» (22.12.1942);
- Медаль «За взятие Берлина» (09.06.1945);
- медаль «За победу над Германией в Великой Отечественной войне 1941—1945 гг.» (09.05.1945)[4];
- юбилейная медаль «20 лет Победы в Великой Отечественной войне 1941-1945 гг.»;
- юбилейная медаль «50 лет Вооружённых Сил СССР»;
- звание «Заслуженный работник МВД СССР».